# Cissus pallida
Cissus pallida là một loài thực vật hai lá mầm trong họ Nho. Loài này được (Wight & Arn.) Planch. miêu tả khoa học đầu tiên năm 1887.